# Perdita micans
Perdita micans är en biart som beskrevs av Timberlake 1971. Perdita micans ingår i släktet Perdita och familjen grävbin. Inga underarter finns listade i Catalogue of Life.